# Gracula
Gracula es un género de aves paseriformes perteneciente a la familia Sturnidae. Incluye a cinco especies de minás de la región indomalaya.

## Especies

Distribución de las distintas variedades de gracula religiosa y otras especies del género.

El género contiene las siguientes especies:
- Gracula religiosa - miná religioso;
- Gracula indica - miná indio;
- Gracula enganensis - miná de Enggano;
- Gracula robusta - miná de la Nias;
- Gracula ptilogenys - miná cingalés.